# Inmigración africana en Noruega
La inmigración africana en Noruega se refiere a los inmigrantes a Noruega desde África. Se estima que unas 131 700 personas en Noruega son inmigrantes de primera o segunda generación de África.

## Distribución

### Africanos del Norte y Nordeste
La emigración de personas desde los países africanos a Noruega creció levemente desde finales de los años ochenta, pero creció marcadamente desde 2000 en adelante. El crecimiento se debe principalmente a un aumento en el número de inmigrantes del norte y nordeste de África, incluidos Somalia (25.496), Marruecos (8.058), Eritrea (5.789) y Etiopía (5.156).

### Otros africanos
En comparación con los africanos del norte y noreste, el porcentaje de africanos de otras regiones como proporción de inmigrantes recientes a Noruega desde África es relativamente bajo.
La mayoría de los otros africanos en Noruega provienen de África occidental, especialmente Ghana (2.034), Gambia (1.409) y Nigeria (1.247). También hay una población considerable de africanos de la República Democrática del Congo (2.050).

## Demografía

### País de origen
País de origen La mayoría de los noruegos africanos provienen de los siguientes países:
| País                            | Población (1970) | Población (1980) | Población (1990) | Población (2000) | Población (2010) | Población (2014) | Aumento (2010–2014) |
| ------------------------------- | ---------------- | ---------------- | ---------------- | ---------------- | ---------------- | ---------------- | ------------------- |
| Total                           | 1,179            | 3,188            | 10,069           | 26,521           | 67,168           | 97,152           | 44.64%              |
| Somalia                         | 3                | 26               | 1,303            | 8,386            | 25,496           | 35,912           | 40.85%              |
| Eritrea                         | 0                | 3                | 18               | 733              | 5,789            | 14,397           | 148.70%             |
| Marruecos                       | 401              | 1,130            | 2,380            | 5,409            | 8,058            | 9,111            | 13.07%              |
| Etiopía                         | 8                | 214              | 1,398            | 2,525            | 5,156            | 7,807            | 51.42%              |
| Sudán                           | 6                | 25               | 57               | 371              | 1,318            | 3,092            | 134.60%             |
| República Democrática del Congo | 12               | 12               | 83               | 236              | 2,050            | 2,590            | 26.34%              |
| Ghana                           | 8                | 29               | 730              | 1,341            | 2,034            | 2,424            | 19.17%              |
| Nigeria                         | 11               | 108              | 284              | 504              | 1,247            | 1,964            | 57.50%              |
| Argelia                         | 64               | 130              | 435              | 880              | 1,497            | 1,637            | 9.35%               |
| Kenia                           | 16               | 114              | 303              | 642              | 1,275            | 1,636            | 28.31%              |
| Gambia                          | 19               | 143              | 568              | 984              | 1,409            | 1,606            | 13.98%              |
| Burundi                         | 0                | 0                | 3                | 62               | 1,119            | 1,350            | 20.64%              |
| Túnez                           | 39               | 100              | 358              | 607              | 1,106            | 1,279            | 15.64%              |
| Liberia                         | 3                | 8                | 23               | 26               | 1,075            | 1,220            | 13.49%              |
| Uganda                          | 11               | 176              | 246              | 473              | 903              | 1,167            | 29.24%              |
| Egipto                          | 83               | 170              | 281              | 399              | 806              | 1,118            | 38.71%              |

### Distribución regional
Noruegos africanos viven en las regiones siguientes:
| Condado          | Africanos Noruegos | Porcentaje de población de condado |
| ---------------- | ------------------ | ---------------------------------- |
| Oslo             | 33,798             | 5.33%                              |
| Akershus         | 8,162              | 1.42%                              |
| Hordaland        | 7,502              | 1.48%                              |
| Rogaland         | 6,798              | 1.48%                              |
| Østfold          | 4,635              | 1.63%                              |
| Buskerud         | 4,261              | 1.57%                              |
| Sør-Trøndelag    | 3,781              | 1.23%                              |
| Nordland         | 3,756              | 1.56%                              |
| Telemark         | 3,275              | 1.91%                              |
| Vestfold         | 2,614              | 1.09%                              |
| Troms            | 2,748              | 1.70%                              |
| Hedmark          | 2,596              | 1.34%                              |
| Oppland          | 2,580              | 1.37%                              |
| Vest-Agder       | 2,571              | 1.44%                              |
| Møre og Romsdal  | 2,571              | 0.98%                              |
| Nord-Trøndelag   | 1,855              | 1.37%                              |
| Sogn og Fjordane | 1,416              | 1.30%                              |
| Aust-Agder       | 1,220              | 1.07%                              |
| Finnmark         | 1,013              | 1.35%                              |